# Ota VII. z Lichtenštejna-Murau
Ota VII. z Lichtenštejna (německy Otto VII. von Liechtenstein Herr von Murau, † 3. února 1419) byl rakouský šlechtic z rodzu Lichtenštejnů, pánem na Lichtenštejnu-Murau a Dürnsteinu ve Štýrsku.

## Život
Narodil se jako syn Rudolfa Oty z Lichtenštejna-Dürnsteinu, pána z Murau a Seltenheimu († po roce 1378) a jeho manželky Anny Celjské ze Sonneggu, dcery Oldřicha Celjského († po 1308) a Kateřiny Hohenburské († 1316). Byl vnukem Oty IV. z Lichtenštejna († 1340) a Kateřiny z Montfortu († po roce 1335), nemanželské dcery hraběte Oldřicha I. Montfortsko-Bregenzského († 1287) a hraběnky Anežky z Helfensteinu. Byl potomkem minesengra Oldřicha z Lichtenštejna († 1275).

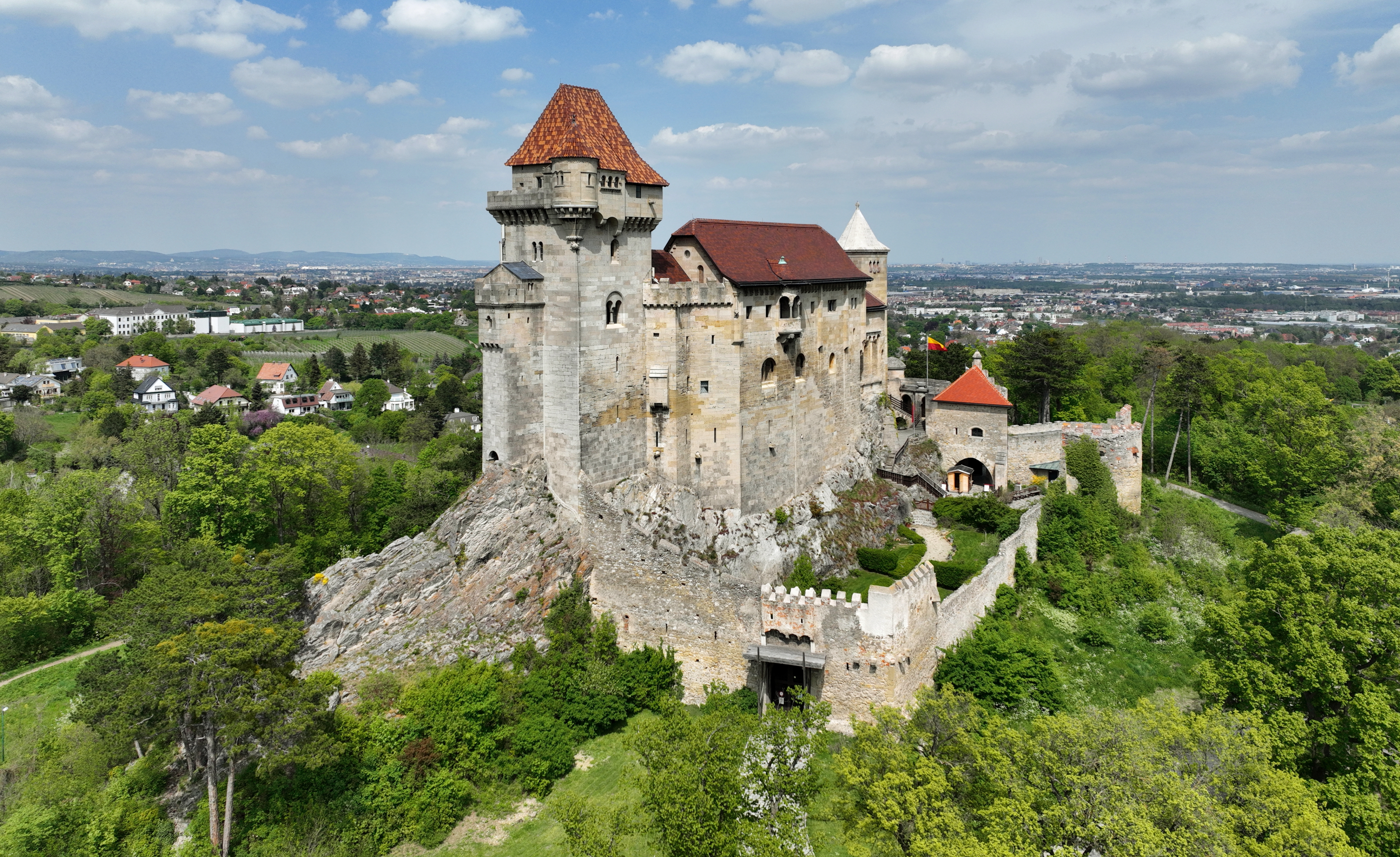
Hrad Liechtenstein, Dolní Rakousy
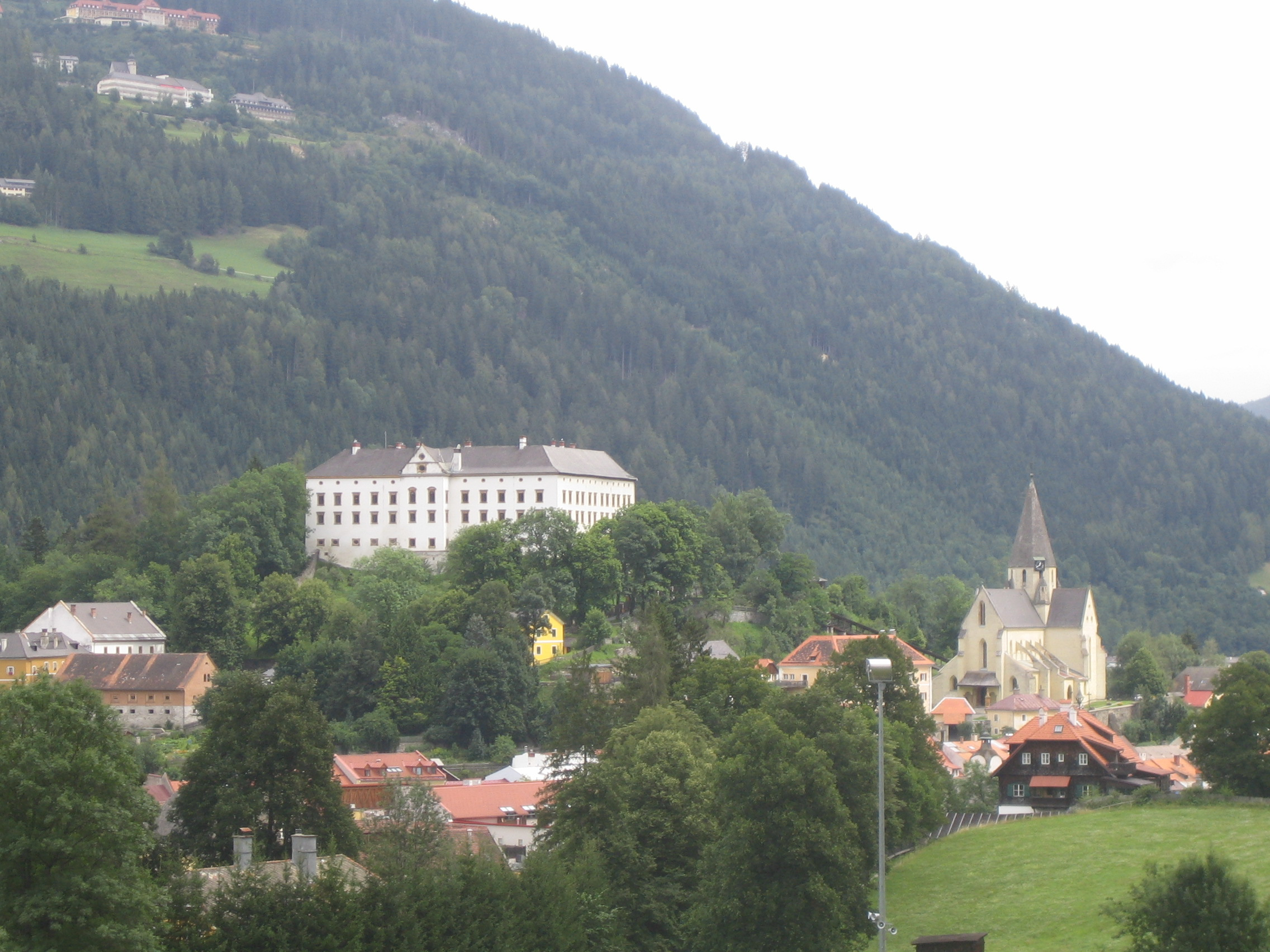
Zámek Obermurau ve Štýrsku
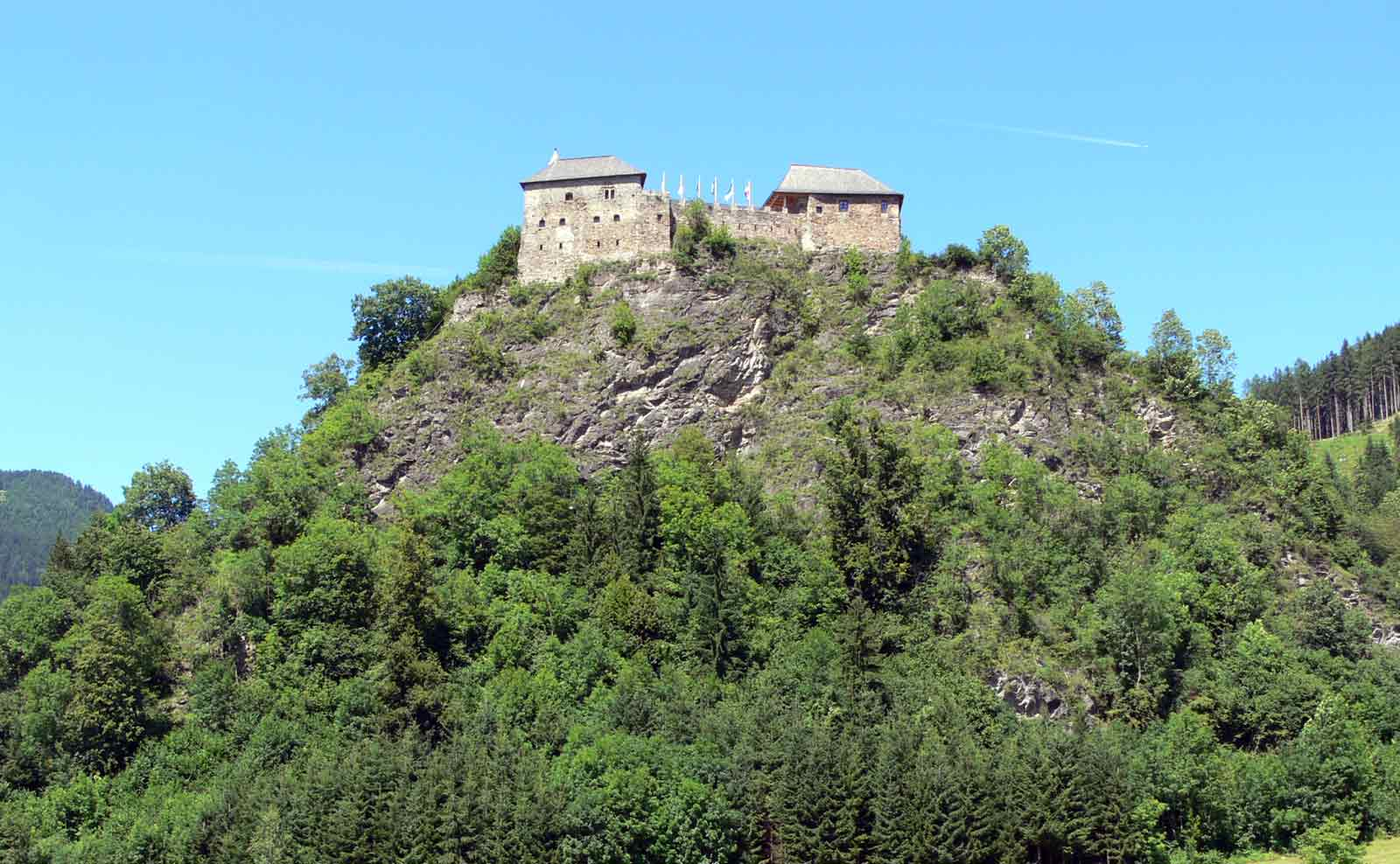
Pozůstatky hradu Dürnstein ve Štýrsku

### Manželství a potomstvo
Ota VII. z Lichtenštejna byl dvakrát ženat.
V první manželství asi od 30. listopadu 1380 byl ženatý s Markétou z Puchheimu, dcerou Hanuše I. z Puchheimu. Měli jednu dceru:
- Kateřina z Lichtenštejna zu Murau, provdaná před 4. dubnem 1401 za Erasma z Perneck (Perneggu)-Leonrot-Plankensteinu.

Ve druhém manželství po roce 1387 se oženil s Anežkou z Tirsteinu († 11. prosince 1433), vnučkou hraběte Zikmunda IV. z Tirsteinu († 1383), dcerou hraběte Heřmana II. z Tirsteinu († v bitvě 17. června 1405) a Anežky z Matsche († po 1422), dcerou Oldřich IV. z Matsche a Anežky Kirchberské († 1401), dědička Kirchbergu, dcera hraběte Viléma I. z Kirchbergu († 1366) a Anežky z Tecku († 1384). Z tohoto manželství se narodil syn:
- Oldřich Ota z Lichtenštejna († mezi 12. dubnem 1426 a 19. zářím 1427), ženatý asi od roku 1418 s Barborou z Puchheimu († 4. června 1437), dcerou Pelhřima VI. z Puchheimu († 1427) a Anny z Wolfurtu (Wolfsrudu). Měli syna a dceru.